# Occult Hymn
Occult Hymn (с англ. — «оккультный гимн») — единственный мини-альбом супергруппы Danger Doom. Альбом стал доступен для бесплатной загрузки на сайте Adult Swim 30 мая 2006 года. Название альбома является отсылкой на строчку из трека ATHF с дебютного альбома дуэта. Так же название является рифмой на название канала Adult Swim

## Критический приём
Роб Митчум в своей рецензии для Pitchfork писал, что альбом «наполнен фрагментами из второсортных шоу Adult Swim. …в значительной степени состоит из ремиксов и сиквелов, с единственным чисто оригинальным треком, скучным Korn Dogz». Тем не менее, он отмечает, что мини-альбом был удачным маркетинговым ходом, несмотря на то, что не в полной мере отражает причудливый и извращённый юмор Adult Swim.

## Трек лист
| №                   | Название                    | Длительность |
| ------------------- | --------------------------- | ------------ |
| 1.                  | «Skit 1»                    | 1:11         |
| 2.                  | «El Chupa Nibre (remix)»    | 2:46         |
| 3.                  | «Perfect Hair II»           | 2:17         |
| 4.                  | «Korn Dogz»                 | 3:00         |
| 5.                  | «Skit 2»                    | 3:17         |
| 6.                  | «Sofa King (remix)»         | 2:50         |
| 7.                  | «Space Ho's (madlib remix)» | 3:50         |
| 8.                  | «Mad Nice»                  | 3:11         |
| 9.                  | «Spokesman»                 | 2:26         |
| Общая длительность: | Общая длительность:         | 19:16        |